# Camporat
Camporat és un mas al municipi de Manlleu (Osona) inclòs en l'Inventari del Patrimoni Arquitectònic de Catalunya.
Bernat de Camporat va ser prior de la canònica agustiniana de Santa Maria de Manlleu el 1258. El 1350, Jaume Camporat, hereu del mas, va fundar un benefici de l'altar de Sant Gil del qual, ell mateix i els seus hereus van ser-ne patrons. El mas fou registrat al fogatge de la parròquia i terme de Manlleu de l'any 1553, quan era habitat per Andreu Camporat. Florenci Riera, casat amb Teresa Basols, va fer testament l'any 1862 especificant que si la seva descendència moria sense fills el mas i el patrimoni familiar passessin a mans de la Casa de la Caritat de Vic. Això es va produir l'any 1963. La casa ha sofert diverses transformacions i reformes, sobretot als segles XVI, XVII i xviii. Hi ha dates constructives en diferents llocs de la casa: 1588 en una pedra de l'angle, 1603 al portal, 1712 a una finestra del porxo i 1744 a les galeries.
Masia de planta rectangular coberta a dos vessants amb el carener paral·lel a la façana, encarada a llevant. El portal és adovellat i emmarcat dins un rectangle format per carreus rectangulars. A nivell del primer pis sobretot té finestres conopials. A les golfes les finestres són apaïsades de forma rectangular. Adossat al cos de la casa i formant angle recte amb la mateixa hi ha un cos de galeries d'arcs rebaixats sostinguts per pilars; aquest cos és cobert a un vessant, que és la prolongació del teulat de la casa.